# Atelopus barbotini
Espèce
Synonymes
- Atelopus spumarius barbotini Lescure, 1981

Atelopus babortini est une espèce d'amphibiens de la famille des Bufonidae.

## Répartition
Cette espèce est endémique de Guyane.

## Publication originale
- Lescure, 1981 : Contribution à l'étude des amphibiens de Guyane Française. VIII. Validation d'Atelopus spumarius Cope, 1871, et désignation d'un néotype. Description d'Atelopus spumarius barbotini nouv. ssp. Données étho-écologique et biogéographiques sur les Atelopus du groupe flavescens (Anoures, Bufonidés). Bulletin du Muséum National d'Histoire Naturelle de Paris. Section A, Zoologie, Biologie et Écologie Animales, vol. 3, p. 893-910. (lire en ligne)